# Akzessorische Bestandteile des Holzes
Akzessorische Bestandteile (von lateinisch accedere „hinzutreten“) sind Nebenmengenteile oder nebensächliche Bestandteile, die neben den Hauptbestandteilen Cellulose, Hemicellulose und Lignin im Holz vorkommen. Die akzessorischen Bestandteile lassen sich in organische und anorganische Verbindungen unterteilen. Die organischen Bestandteile sind Extraktstoffe, die sich durch Extraktionsmethoden aus Pflanzengeweben herauslösen lassen. Das Vorkommen von akzessorischen Bestandteilen im Holz beschränkt sich auf einen prozentualen Anteil von einem bis 20 Prozent. Überwiegend liegt der Mengenanteil in den gemäßigten Breiten bei bis zu fünf Prozent. Sehr große Anteile finden sich in den Tropen wieder (bis zu 20 Prozent).

## Primäre Inhaltsstoffe
Primäre Inhaltsstoffe sind solche Stoffe, die in jedem pflanzlichen Stoffwechsel vorhanden sind und somit geringfügig zu einer spezifischen Bestimmung des Holzes beitragen können. Lediglich an der Menge der Holzinhaltsstoffe lassen sich Unterscheidungen zwischen Holzarten machen. Zu den primären Holzinhaltsstoffen zählen unter anderem:
- Kohlenhydrate
- Aminosäuren
- Fette

### Kohlenhydrate
Kohlenhydrate sind elementarer Bestandteil des Stoffwechsels von Pflanzen. Charakteristisch lässt sich ein Kohlenhydrat mit der Bruttoformel Cn(H2O)m darstellen. Die Polysaccharide werden in den Bäumen überwiegend durch Glucose, Fructose und Saccharose vertreten. Diese befinden sich im Phloemsaft und in den Speichergeweben der Bäume. Sie dienen dem Zellaufbau und dem Wachstum. Im Splintholz, dem lebenden Teil des Baumes, sind daher mehr Zuckeranteile zu finden, als im Kernholz. Der Zuckergehalt im Baum variiert zudem jahreszeitlich. Im Frühjahr ist dieser am höchsten und hat seinen Tiefpunkt im Oktober.
Der Einfluss auf die natürliche Dauerhaftigkeit des Holzes durch die Kohlenhydrate hängt von der Konzentration an Sacchariden im Holz ab. Die Annahme besteht darin, dass die Resistenz gegenüber Pilzen sinkt, je höher der Zuckergehalt im Holz ist.
Wirtschaftlich besitzt Stärke eine signifikante Verwendung. Die zu den Kohlenhydraten gehörende Stärke besitzt kohäsive Eigenschaften und wird unter anderem in der Wellpappenproduktion als Bestandteil von Kleber gebraucht. Zusätzlich ist Stärke ein Lebensmittelprodukt.

### Aminosäuren
Aminosäuren (unüblich Aminocarbonsäuren, veraltet Amidosäuren) sind eine Klasse organischer Verbindungen mit mindestens einer Carboxygruppe (–COOH) und einer Aminogruppe (–NH2). Sie gehören sowohl zur Gruppe der Carbonsäuren, als auch zu jener der Amine. Ihr Anteil im Holz ist ca. 0,5 % und liegt frei und gebunden in Proteinen vor. Die NH2-Gruppe ist eine wichtige Nahrungsquelle für Holzschädlinge. Demnach wirkt sich ein erhöhter Aminosäureanteil im Holz negativ auf die natürliche Dauerhaftigkeit aus. Fraßschäden oder Pilzbefall verringern in der Regel die Festigkeitseigenschaften des Holzes.

### Fette
Fette sind Ester des dreiwertigen Alkohols Glycerin (Propan-1,2,3-triol) mit drei, meist verschiedenen, überwiegend geradzahligen und unverzweigten aliphatischen Monocarbonsäuren, den Fettsäuren. Die natürlichen Fette des Holzes sind primäre Inhaltsstoffe und überwiegend durch die Verbindung Glycerinester vertreten.
Die zu den Fetten gehörenden Wachse sind aliphatische Polyester verestert mit gesättigten Fettsäuren. Ein Stoff wird als Wachs bezeichnet, wenn er bei 20 °C knetbar, fest bis brüchig hart ist, eine grobe bis feinkristalline Struktur aufweist, farblich durchscheinend bis opak, aber nicht glasartig ist und bei über 40 °C ohne Zersetzung schmilzt.
Fette und Wachse dienen überwiegend dem Kohlenstoffspeicher und sind in den Parenchymzellen des Holzes eingelagert. Nadelhölzer besitzen zum größten Teil Fette, Laubhölzer hingegen Fette und Wachse. Eine weitere Funktion der Wachse ist die Bildung eine cuticularen Schicht auf den Blattober- bzw. -unterseiten. Dies dient dem Schutz vor Austrocknung und der Regelung der Transpiration.
Wirtschaftlich sind Fette auf vielfältige Weise nützlich. Unter anderem werden die Öle aus Samen oder die Fette aus Früchten genutzt. Beispielsweise eignet sich das in der Rinde befindliche Douglasienwachs zur Verwendung als Schuhputzmittel, Autowachs oder Schmiermittel. Das Carnaubawachs hat einen ähnlichen Verwendungszweck. Ein bekanntes Produkt ist das aus den Ölpalmen gewonnene Öl zur Herstellung von Bioethanol.

## Sekundäre Inhaltsstoffe

Struktur von Isopren

Zu den sekundären Holzinhaltsstoffen gehören solche Stoffe, die nur in bestimmten Holzarten vorkommen. Die Mengen und Zusammensetzungen der Inhaltsstoffe hängen von:
- der Holzart
- dem Standort (Waldtyp, Klima u. a.)
- der Jahreszeit
- dem Alter des Baumes
- der Gewebeart des Baumes

ab. Zu den sekundären Holzinhaltsstoffen zählen sowohl extrahierbare organische (Isoprenoide, aromatische Begleitstoffe u. a.), als auch nicht extrahierbare anorganische akzessorische Bestandteile.

### Isoprenoide

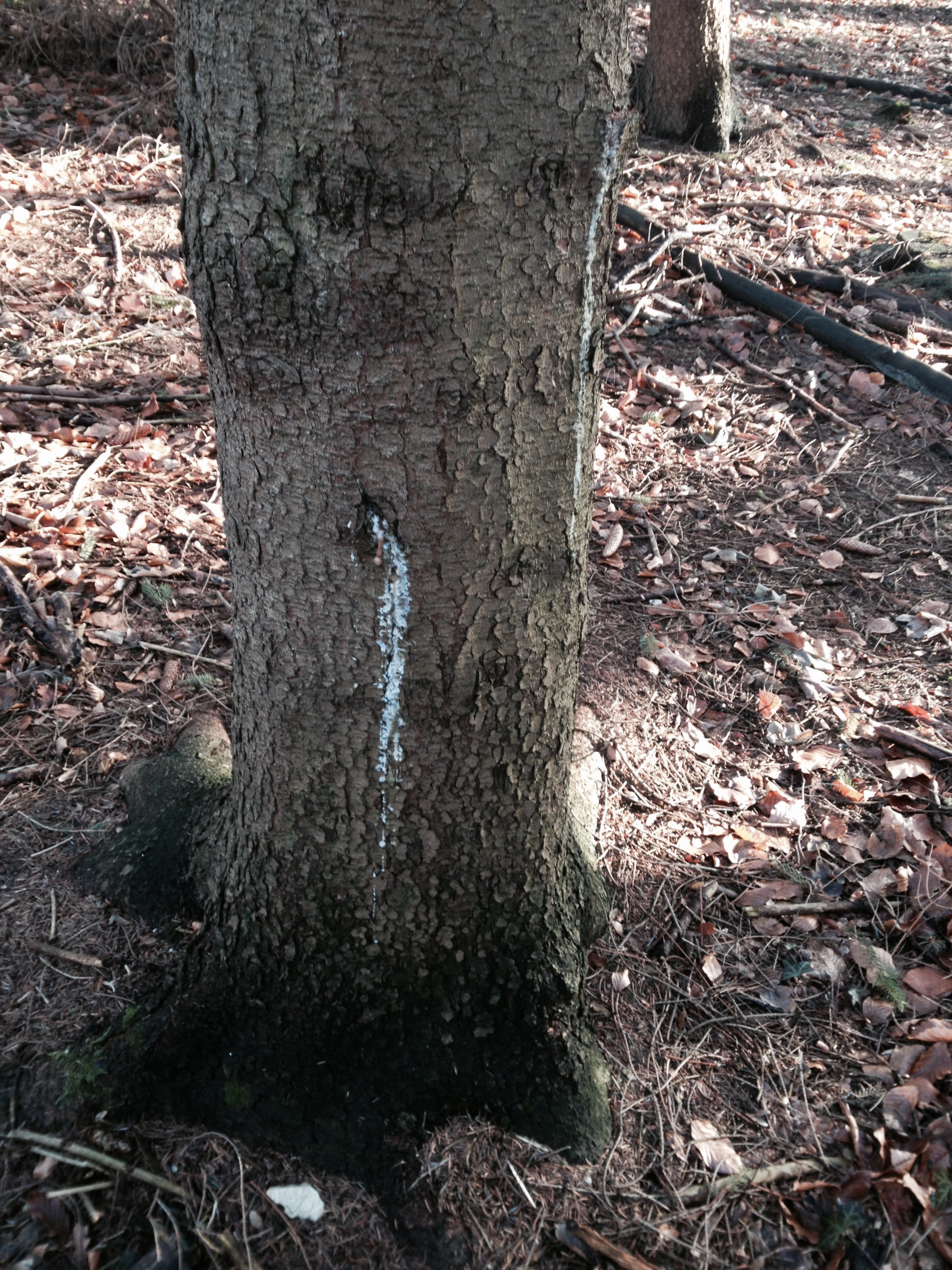
Harzaustritt an einer Fichte

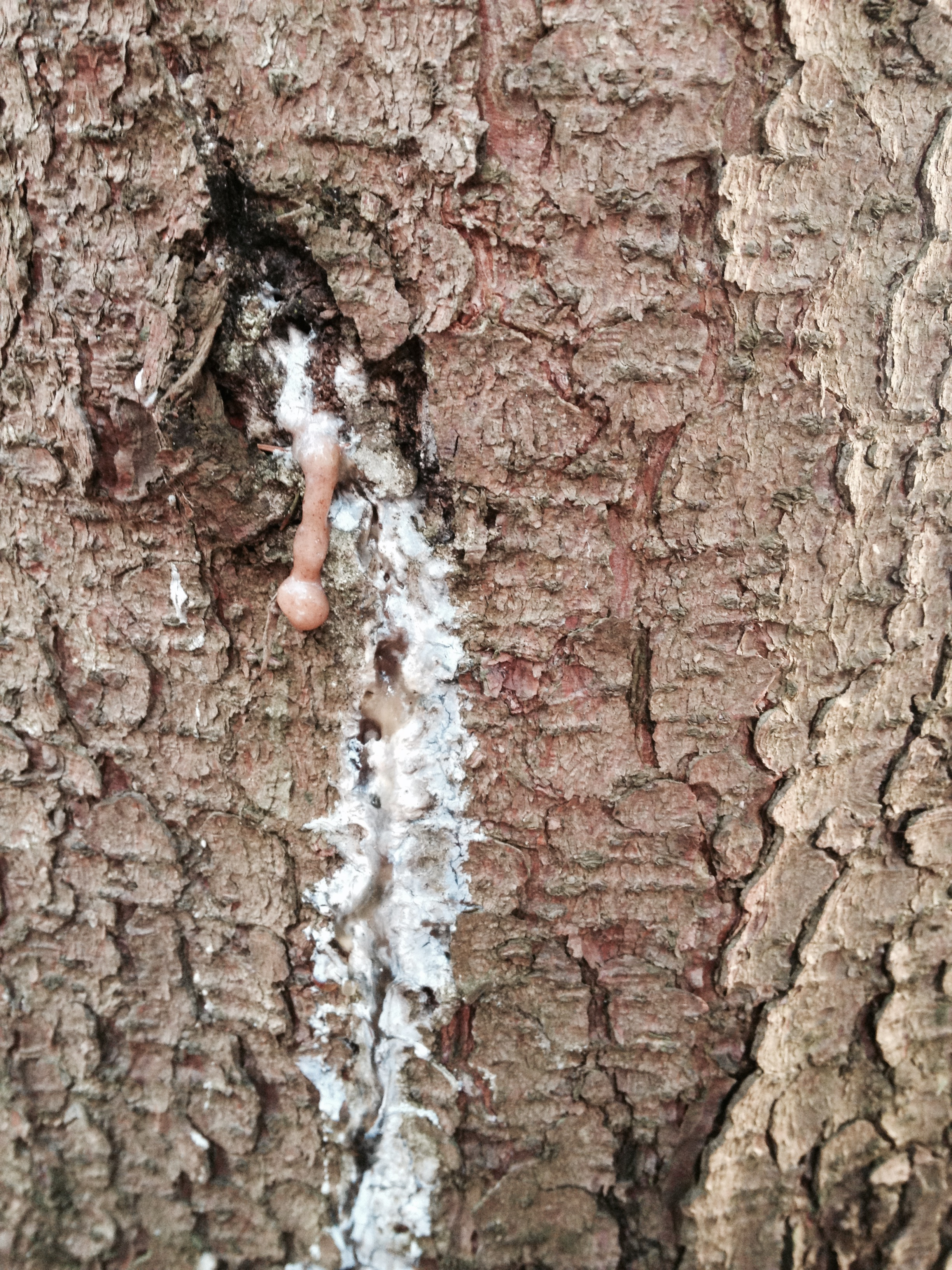
Harzaustritt an einer Fichte

Vom Isopren lassen sich formal viele Naturstoffe ableiten, die zu den isoprenoiden Naturstoffen zusammengefasst werden. Im Holz sind unter anderem zwei isoprenoide organische sekundäre Holzinhaltsstoffe bekannt. Hierzu zählen unter anderem die Harze, Kautschuk und ätherische Öle. Isopren hat einen Siedepunkt bei 33 °C und gehört damit zu den flüchtigen organischen Verbindungen (VOCs). Die Isoprenemission liegt bei mehreren hundert Millionen Tonnen pro Jahr und findet über Nadeln und Blätter statt.

#### Harze
Harze dienen als Exsudate im Holz. Harz ist ein Sammelbegriff und beschreibt eine Vielzahl chemischer Zusammensetzungen in der Natur. Harze bestehen weiterhin zu einem nicht unwesentlichen Teil aus flüchtigen und aromatischen Verbindungen. Der Verwendungsbereich dieses akzessorischen Bestandteiles ist sehr umfangreich. Es wird unter anderem:
- zur Herstellung von Klebstoffen,
- zur Herstellung von Schaumstoffen,
- als Imprägnierharze (zum Beispiel für Elektromotoren) und
- für Oberflächenveredlungen und Oberflächenversiegelungen

verwendet.

#### Terpene
Es gibt Mono-, Sesqui-, Di-, Tri-, Tetra- und Polyterpene. Zu den am häufigsten vorkommenden Terpenen der Nadelhölzer gehören α-Pinen, β-Pinen und Δ-Caren. In Laubhölzern sind Triterpene am häufigsten.
3-Caren findet sich in Terpentinölen (in russischem Terpentinöl, aus Pinus sylvestris, als zweithäufigste Komponente), dem Öl des Schwarzen Pfeffers und kommt außerdem in Citrusölen, Tannen und Wacholder-Arten vor. Terpentinöl. In: Römpp Online. Georg Thieme Verlag, abgerufen am 25. Mai 2014.

### Aromatische Begleitstoffe
Zu dieser Kategorie gehören in den Bäumen unter anderem die Phenole, Gerbstoffe, Lignane (Stilbene, Flavane), und Flavonoide. Alle diese Stoffe zeichnen sich durch aromatische Charakteristika aus. Aromatische Moleküle besitzen mindestens ein Ringsystem, das nach der Hückel-Regel in konjugierten Doppelbindungen, freien Elektronenpaaren oder unbesetzten p-Orbitalen eine Anzahl von 4n+2 (n=0,1,2,…) delokalisierten Elektronen enthält.
Ein wichtiger Vertreter der Aromaten ist der Gerbstoff. Auf Grund des chemischen Aufbaues, kann man die pflanzlichen Gerbstoffe in folgende zwei Gruppen einteilen:
1. Hydrolysierbare Gerbstoffe, z. B. Gallotannine, Grundbausteine sind Gerbsäuren z. B: Gallus- oder Ellagsäure in Verbindung mit Glukosen
2. kondensierte Gerbstoffe, z. B. Pyrocatechine, Grundbausteine sind aromatische Polyhydroxyverbindungen wie z. B. Catechin[5]

Medizinisch nutzbar sind Gerbstoffe durch den Prozess der Gerbung. Das Gewebe kann so oberflächlich verdichtet werden, und eine schützende Membran bildet sich aus, z. B. auf einer Schleimhaut.
Der bekannteste Vertreter der Phenole ist die Salicylsäure und befindet sich zum größten Teil in der Rinde der Weide. Das Acetat der Salicylsäure, die Acetylsalicylsäure wird als Schmerzmittel eingesetzt. In Pflanzen dient die Salicylsäure aus Botenstoff für die Biosynthese von Abwehrstoffen. Allgemein befinden sich phenolische Inhaltsstoffe überwiegend im Kernholz der Bäume und werden beim Absterben der Parenchymzellen gebildet.
Die Lignane sind dimere Phenylpropane mit einer β-β-Verknüpfung. Diese sind im Kernholz und in Wundharzen von Koniferen.
Die Flavonoide bilden eine große Klasse natürlicher Pflanzenstoffe. Sie bestehen aus zwei aromatischen Ringen, die durch einen Tetrahydropyran-Ring verbunden sind. Die Funktionen der Flavonoide im Holz oder für den Menschen sind:
- pharmazeutisch (Taxol aus der Eibe für Krebstherapie),
- Botenstoffe,
- Fungizid,
- Insektizid,
- Geschmacks- und Geruchsstoff von Lebensmitteln (Tee, Rotwein etc.).

### Anorganische Bestandteile
Die anorganischen, nicht extrahierbaren, sekundären Holzinhaltsstoffe bleiben bei der Veraschung (Verbrennung) des Holzes über. Die häufigsten Elemente sind hierbei Calcium, Kalium, Magnesium und Mangan. Aus den Makro- bzw. Mikroelementen bilden sich die verschiedensten anorganischen Verbindungen. Der geringe Anteil der anorganischen Elemente im Holz ist im Vergleich zu seiner Beeinflussung der Holzeigenschaften sehr hoch. Somit ist der Kationen- oder Anionenanteil maßgeblich für den pH-Wert des Holzes verantwortlich. Verfärbungen des Holzes können entstehen. Die Faserstoffeigenschaften werden beeinflusst, wodurch sich bei der späteren Holzbearbeitung die Leimfähigkeiten und Oberflächenbehandlungen merklich verändern.

## Analysemethoden zur Bestimmung akzessorischer Bestandteile
Die analytischen Methoden zur Identifizierung der Holzbestandteile und deren akzessorischen Bestandteile geht über verschiedenste Lösungsmittel, die dem Holz zugeführt werden. Durch chemische Reaktionen lösen (extrahieren) sich die Extraktstoffe heraus und lassen sich quantitativ bestimmen. Beispiele für Extraktionsmittel und was diese aus dem Holz entnehmen, werden in folgender Tabelle aufgelistet:
| Extraktionsmittel  | Extraktstoff                          |
| ------------------ | ------------------------------------- |
| Pethrolether       | Freie Fett- und Harzsäuren bei Fichte |
| Aceton mit Wasser  | Freie Zucker und Lignane bei Fichte   |
| Ethanol mit Wasser | Tannine bei Buche                     |

Die Tabelle zeigt nur einen sehr kleinen Einblick in die Extraktionsmethoden. Die Stoffe, die hierbei extrahiert werden, sind Extraktstoffe. Nicht Extraktstoffe, also einige anorganische Elemente des Holzes (Calcium, Kalium, Magnesium, Mangan u. a.) können über REM-Aufnahmen oder Lasermikroskope massenmäßig analysiert und sichtbar gemacht werden.